# La Kalle (Colombia)
La Kalle es una emisora de radio colombiana que emite música de los géneros  reggaetón, bachata latín urban, rancheras y electro. Es propiedad de Caracol Televisión, a su vez subsidiaria de Valorem.

## Historia
La emisora fue lanzada el 29 de octubre de 2016 en la anterior frecuencia repetidora de la señal de Blu Radio en los 96.9MHz de Bogotá. En febrero de 2017, es incluido en el sistema de TDT dentro del canal 14.4. Además, la radio es estrenada como un nuevo bloque de programación dentro del canal Época, con programación basada en vídeos musicales de música regional mexicana y música carrilera colombiana, así como conexiones en vivo entre el canal y la estación de radio. El 17 de julio de 2017, se incorporó a la ETB en el canal 607 hasta el 12 de julio de 2023, siendo retirada de la parrilla de canales del operador. En enero de 2025, la emisora cambio logo y programación musical volviéndose una emisora más urbana pasando reggaetón, bachata, latín urban, rancheras y electro pop.